# 鎌田慧
鎌田 慧（かまた さとし、1938年6月12日 - ）は、日本のルポライター。シューレ大学アドバイザー。

## 来歴
青森県弘前市出身。青森県立弘前高等学校卒業後に上京し、零細工場で働く。カメラ工場の見習工などを経て、1959年10月中央謄写学院印刷部を退職、1960年4月早稲田大学第一文学部　露文科に入学。
大学卒業後、業界紙（鉄鋼新聞社）記者、月刊誌「新評」編集部を経て、フリーのルポライターとなる。トヨタ自動車の期間工の経験をもとに『自動車絶望工場』を発表した。
1990年（平成2年）、『反骨 鈴木東民の生涯』で新田次郎文学賞受賞。翌年、『六ヶ所村の記録』で毎日出版文化賞受賞。1994年（平成6年）に発表した葛西善蔵の評伝『椎の若葉に光あれ』をはじめ、大杉栄、太宰治、鈴木東民、坂本清馬などを題材に、伝記も多数執筆している。
神奈川県警察機動隊が成田国際空港建設反対派の新左翼集団による攻撃を受けて警察官3名が殉職した1971年の東峰十字路事件を契機に三里塚闘争に関与し、空港建設反対運動に参加。成田空港反対派として、「廃港要求宣言の会」の事務局長となっていた。1978年の成田空港管制塔占拠事件ではデモ隊に加わっている。1990年には、辻元清美・中山千夏とともに三里塚芝山連合空港反対同盟青年行動隊による「三里塚わくわくツアー」の発起人となっている。2017年現在も三里塚芝山連合空港反対同盟（旧熱田派）の活動に参加している。1995年には、中曽根内閣が狙った、国鉄の分割、民営化には井上ひさし、赤川次郎、左幸子、永畑道子、佐野洋、武谷三男、久野収、筑紫哲也などの呼びかけ人と「JRに人権を」の運動をはじめる。狭山事件では、1999年に「狭山事件の再審を求める市民の会」を結成、事務局長。国語学者の大野晋の協力を得て、「日本語の練習問題です」の全面広告を朝日新聞にだす。
2011年3月の福島原発事故のあと、脱原発をめぐって、2011年6月、大江健三郎、坂本龍一、内橋克人、澤地久枝、瀬戸内寂聴、鶴見俊輔、落合恵子、辻井喬などと「さようなら原発」運動を呼びかけ、東京の明治公園、代々木公園、日比谷野外音楽堂などでの大集会とパレードを実施、各地域の集会に参加している。
「九条の会」傘下の「マスコミ九条の会」呼びかけ人を務めている。
安保関連法案に反対する2015年8月30日の国会前デモでは、「戦争をさせない1000人委員会」の呼びかけ人の一人として壇上に立ちスピーチした。 
2018年には沖縄県辺野古の米軍基地建設反対運動に参加している 。
2019年関西生コンを支援する会の共同代表に就任した。
日本による対韓輸出優遇撤廃に反対する、＜声明＞「韓国は「敵」なのか」呼びかけ人の1人。
2006年4月から東京新聞に「本音のコラム」を週1回連載中。

## 著書
1970年代
- 『ドキュメント隠された公害——イタイイタイ病を追って』三一新書、1970年（ちくま文庫、1991年）
- 『死に絶えた風景——日本資本主義の深層から』ダイヤモンド社、1971年（改訂版『鉄の町の記録——八幡・釜石はいま』ダイヤモンド社、1982年；『死に絶えた風景——ルポルタージュ・新日鉄』講談社文庫、1985年；現代教養文庫、1994年）
- 『自動車絶望工場——ある季節工の日記』現代史出版会、1973年（講談社文庫、1983年；新装増補版、講談社文庫、2011年）
- 『労働現場の叛乱——8企業にみる合理化と労働の解体』ダイヤモンド現代選書、1974年
- 『ウラの社会を知る——革新のための常識』KKベストセラーズ、1974年
- 『わが幻影工場地帯——大合理化時代の労働者たち』風媒社、1976年
- 『逃げる民——出稼ぎ労働者』日本評論社、1976年（『ドキュメント追われゆく労働者』ちくま文庫、1987年）
- 『労働現場に何が起こった——合理化とたたかう労働者たち』ダイヤモンド現代選書、1976年
- 『工場への逆攻——原発・開発と闘う住民』柘植書房、1976年
- 『職場に闘いの砦を』五月社、1977年
- 『工場と記録——ルポルタージュを生きる』晶文社、1977年
- 『ガラスの檻の中で——原発・コンピューターの見えざる支配』国際商業出版、1977年
- 『土と人間の記録』現代書館、1978年
- 『血痕——冤罪の軌跡』文藝春秋、1978年（『弘前大学教授夫人殺人事件』講談社文庫、1990年；新風舎文庫、2006年）
- 『失業——不況と合理化の最前線から』ちくまぶっくす、1979年（『ドキュメント失業』ちくま文庫、1985年）
- 『日本の兵器工場』潮出版社、1979年（講談社文庫、1983年）
- 『倒産——嵐の中を生きる』三一書房、1979年

1980年代
- 『労働現場——造船所で何が起ったか』岩波新書、1980年（『ドキュメント造船不況』同時代ライブラリー、1993年）
- 『ルポルタージュの発見——時代を歩く』西田書店、1980年
- 『ガリバーの足跡——滅びるか鉄鋼王国ニッポン』朝日新聞社、1980年
- 『靴をはいた巨大児——私の取材ノート』日本評論社、1981年
- 『ルポルタージュの書き方』明治書院、1981年（作法叢書）
- 『ビラの精神』晶文社、1981年
- 『狙われた教科書——どこが、どのように歪められたか』光文社、1981年
- 『日本の原発地帯』潮出版社、1982年（河出文庫、1988年；同時代ライブラリー、1996年；新風舎文庫、2006年；『日本の原発危険地帯』青志社、2011年）
- 『去るも地獄、残るも地獄——三池炭鉱労働者の二十年』筑摩書房、1982年（『ドキュメント去るも地獄、残るも地獄——三池炭鉱労働者の二十年』ちくま文庫、1986年）
- 『ロボット時代の現場——極限の合理化工場』三一書房、1982年
- 『ぼくが世の中に学んだこと』ちくま少年図書館、1983年（ちくま文庫、1992年；岩波現代文庫、2008年）
- 『中曽根康弘——権力者たちの素顔』三一書房、1983年（『ルポ権力者——その素顔』講談社文庫、1993年）
- 『死刑台からの生還——無実！財田川事件の三十三年』立風書房、1983年（同時代ライブラリー、1990年；岩波現代文庫、2007年）
- 『ロボット絶望工場』現代史出版会、1983年（講談社文庫、1988年）
- 『教育工場の子どもたち』岩波書店、1984年（講談社文庫、1986年；岩波現代文庫、2007年）
- 『自動車王国の暗闇——その後の絶望工場』すずさわ書店、1984年（『トヨタと日産——自動車王国の暗闇』講談社文庫、1992年）
- 『ドキュメント労働者！1967～1984』筑摩書房、1984年（ちくま文庫、1989年）
- 『ロボット社会の管理と支配』青史社、1984年
- 『アジア絶望工場』現代史出版会、1984年（講談社文庫、1987年）
- 『ルポルタージュを書く』朝日カルチャー叢書、1984年（同時代ライブラリー、1992年）
- 『ドキュメント人間』筑摩書房、1985年（ちくま文庫、1993年）
- 『上野駅発人生列車——ある時代の終り、そして…』青史社、1985年
- 『アメリカ自動車幻影工場』潮出版社、1985年
- 『健康売ります！ヘルス産業最前線からの報告』朝日新聞社、1985年
- 『事故の傷痕』すずさわ書店、1985年（『ルポ大事故！その傷痕』講談社文庫、1994年）
- 『一億みんな芸能人』朝日新聞社、1985年
- 『三里塚東峰十字路——権力の闇と55人の無実』第三書館、1985年
- 『国鉄処分』柘植書房、1986年（『国鉄処分——ＪＲの内幕』講談社文庫、1989年）
- 『大国ニッポンの退廃——教育と文化と人間と』すずさわ書店、1986年
- 『この国の奥深く——法を撃つ人びと』日本評論社、1986年（『非国民！？——法を撃つ人びと』同時代ライブラリー、1990年）
- 『日本人の仕事』平凡社、1986年
- 『全記録国鉄処分』柘植書房、1986年
- 『現代社会100面相——これだけは知ってほしい』岩波ジュニア新書、1987年
- 『北へちいさな旅——エッセイ集』晶文社、1987年
- 『鉄鋼王国の崩壊——ルポルタージュ・新日鉄釜石』河出文庫、1987年
- 『ハッピー・ニッポンの終り』すずさわ書店、1987年
- 『ドキュメント家族』筑摩書房、1987年（ちくま文庫、1994年）
- 『ドキュメント人間列島』ぎょうせい、1987年
- 『ルポルタージュ無関心の報酬』すずさわ書店、1988年
- 『野望の航跡——東大経済卒の18年』講談社、1989年（『「東大経済卒」の十八年』講談社文庫、1991年）
- 『ドキュメント現代』筑摩書房、1989年
- 『反骨——鈴木東民の生涯』講談社、1989年（講談社文庫、1992年）
- 『旅を喰う エッセイ集』晶文社、1989年
- 『デタラメ警察は止まらない——ルポ警察官OBたちの悔恨』第三書館、1989年

1990年代
- 『国鉄改革と人権——JRは安全か』岩波ブックレット、1990年
- 『ドキュメント地方』筑摩書房、1990年
- 『ルポルタージュ激動世界の裏側』すずさわ書店、1990年
- 『ルポルタージュ幸せの報酬』すずさわ書店、1990年
- 『鎌田慧の記録』全6巻、岩波書店、1991年
- 『ドキュメント村おこし』筑摩書房、1991年
- 『六ヶ所村の記録』岩波書店、1991年（『六ヶ所村の記録——核燃料サイクル基地の素顔』講談社文庫、1997年；岩波現代文庫、2011年）
- 『2001年の子どもが危ないシリーズ2——環境編』フレーベル館、1992年
- 『どうしようもないJRなど』晶文社、1992年
- 『日本の地下帝国——自民党・カイシャ・暴力団のトライアングル』第三書館、1993年
- 『ドキュメント日本たそがれ』岩波書店、1993年
- 『椎の若葉に光あれ——葛西善蔵の生涯』講談社、1994年（岩波現代文庫、2006年）
- 『日本人の不安』晶文社、1994年
- 『ドキュメント・海の国境線』筑摩書房、1994年
- 『生きるための学校』同時代ライブラリー、1995年
- 『ルポ戦後日本——50年の現場』講談社文庫、1995年
- 『空洞日本』岩波書店、1995年
- 『大災害！』岩波書店、1995年
- 『いじめ自殺と学校——先立たれた親の訴え、アドバンテージサーバー』ブックレット生きる、1995年
- 『旅から旅』立風書房、1995年
- 『日本断層地帯』筑摩書房、1996年
- 『書くこと生きること——自選批評集』日本エディタースクール出版部、1996年
- 『せめてあのとき一言でも——いじめ自殺した子どもの親は訴える』草思社、1996年（『いじめ自殺——12人の親の証言』岩波現代文庫、2007年）
- 『サンクトペテルブルグ・混沌と幻想の街』日本放送出版協会、1996年
- 『学校なんかなんでもない——ホンネで語ろういじめの問題』ポプラ社、1996年
- 『大空港25時』草思社、1996年（『空港——25時間』講談社文庫、2010年）
- 『日本逆さ望遠鏡』実業之日本社、1996年
- 『ドキュメント・この地で生きる』筑摩書房、1997年
- 『大杉栄——自由への疾走』岩波書店、1997年（岩波現代文庫、2003年）
- 『生きるための101冊』岩波ジュニア新書、1998年
- 『いじめ社会の子どもたち』講談社文庫、1998年
- 『壊滅日本——17の致命傷』アストラ、1998年（講談社文庫、2000年）
- 『いま、非情の町で』岩波書店、1998年
- 『ドキュメント屠場』岩波新書、1998年
- 『家族が自殺に追い込まれるとき』講談社、1999年（講談社文庫、2002年）

2000年代
- 『津軽・斜陽の家——太宰治を生んだ「地主貴族」の光芒』祥伝社、2000年（講談社文庫、2003年）
- 『日本列島を往く』全６巻、岩波現代文庫、2000-2006年
- 『いま、この地に生きる』岩波書店、2000年
- 『怒りの臨界』岩波書店、2000年
- 『ルポライターの仕事』早稲田大学人間科学部産業社会学研究室、2001年
- 『原発列島を行く』集英社新書、2001年
- 『くたばれ！自民党——13の症候群』アストラ、2001年
- 『自立する家族』淡交社、2001年
- 『忘れてはいけないことがある』ダイヤモンド社、2001年
- 『反骨のジャーナリスト』岩波新書、2002年
- 『ライオンのマルジャン——飯田圭織絵』主婦と生活社、2002年
- 『ひとを大事にしない日本』小学館、2002年
- 『地方紙の研究』潮出版社、2002年
- 『強権と抵抗——日本失望地帯を歩く』岩波書店、2003年
- 『こんな国はいらない！』七つ森書館、2003年
- 『時代を刻む精神』七つ森書館、2003年
- 『狭山事件——石川一雄、四十一年目の真実』草思社、2004年（『狭山事件の真実』岩波現代文庫、2010年）
- 『コイズミという時代——政権と世相の研究』アストラ、2004年
- 『この時代に異議あり——やわらかく、したたかに生きる』ポプラ社、2005年
- 『自律と協働、はたらきがいをもとめて——大阪市現業労働者の60年』七つ森書館、2005年
- 『痛憤の現場を歩く』金曜日、2005年
- 『痛憤の時代時代を書く——人間らしい社会に向けて』アストラ、2006年
- 『やさしさの共和国——格差のない社会にむけて』花伝社、2006年
- 『いま、連帯をもとめて』大月書店、2007年
- 『絶望社会——痛憤の現場を歩く2』金曜日、2007年
- 『抵抗する自由 少数者として生きる』七つ森書館、2007年
- 『ひとり起つ——私の会った反骨の人』平原社、2007年（岩波現代文庫、2014年）
- 『全記録炭鉱』創森社、2007年
- 『心を沈めて耳を澄ます』創森社、2008年
- 『いま、逆攻のとき』大月書店、2009年
- 『橋の上の「殺意」——H・Sはどう裁かれたか』[注釈 1]平凡社、2009年（講談社文庫、2013年）
- 『民主党波瀾の航海』アストラ、2009年
- 『反冤罪』創森社、2009年

2010年代
- 『沖縄（ウチナー）——抵抗と希望の島』七つ森書館、2010年
- 『日本の解放区を旅する』七つ森書館、2010年
- 『原発暴走列島』アストラ、2011年
- 『残夢——大逆事件を生き抜いた坂本清馬の生涯』金曜日、2011年（講談社文庫、2015年）
- 『ルポ下北核半島——原発と基地と人々』岩波書店、2011年
- 『日本の原発危険地帯』青志社、2011年
- 『さようなら原発の決意』創森社、2012年
- 『怒りのいまを刻む』七つ森書館、2013年
- 『石をうがつ』講談社、2013年
- 『反国家のちから』七つ森書館、2015年
- 『悪政と闘う——原発・沖縄・憲法の現場から』コールサック社、2015年
- 『戦争はさせない——デモと言論の力』岩波書店、2015年
- 『ドキュメント水平をもとめて——皮革の仕事と被差別部落』解放出版社、2016年
- 『声なき人々の戦後史』上下、藤原書店、2017年
- 『言論の飛礫——不屈のコラム』同時代社、2018年
- 『叛逆老人は死なず』岩波書店、2019年

2020年代
- 『叛逆老人ー怒りのコラム２２２』論創社、2023年
- 『忘れ得ぬ言葉――私が出会った37人』岩波書店、2023年

## 共編著
- 回想の戸村一作（編著）柘植書房 1981
- 三里塚東峰十字路　権力の闇と５５人の無罪（編著）第三書館1985
- 日本人の仕事　平凡社　1986
- 国境を越えて 東欧民主化とEC統合の若者への旅 牧野剛共編著 河合出版 1991
- 大震災復興への警鐘 内橋克人共著 岩波書店 1995 （同時代ライブラリー
- スチュワーデスはアルバイトでよいのか 安全は?雇用は?（編）岩波ブックレット 1995
- いじめられている君へ いま言えること、伝えたいこと 保坂展人共著 徳間書店 1995
- 危ない学校希望の子育て 楽しい関係をいかに創るか 灰谷健次郎共著 光文社 2000（カッパ・ブックス）
- 人権読本（編著）岩波ジュニア新書 2001
- 大杉榮語録（編）岩波現代文庫 2001
- 反憲法法令集（編）岩波現代文庫 2003
- 「新日本文学」の60年  七つ森書館 2005
- さようなら原発（編著） 岩波ブックレット 2011
- 反撃―民意は社会を変える かもがわ出版　小森陽一対談　2013
- いいがかり　原発「吉田調書」記事取り消し事件と朝日新聞の迷走（編著）七つ森書館 2015
- 軟骨的抵抗者　演歌の祖　添田啞蟬坊を語る　土取利行（共著）金曜日 2017

## 出演
- 『デモクラシータイムス』（YouTube、2018年11月9日、2024年10月13日）